# 제2차 삼두정치
제2차 삼두정치는 로마 공화정 말기인 기원전 43년 당시 로마의 유력자인 옥타비아누스, 마르쿠스 안토니우스, 레피두스가 결성한 일종의 정치, 군사적 협약을 말한다. 5년을 단위로 갱신되어 기원전 33년을 마지막으로 파기되었다. 제1차 삼두정치는 원로원의 눈을 피하기 위해 비밀리에 결성되었으나 제2차 삼두정치는 공인된 형태를 취했고 로마 공화정이 붕괴되고 제정으로 넘어가는 결정적인 사건중에 하나가 되었다.
기원전 43년 11월 26일 북이탈리아의 볼로냐에서 모인 카이사르파의 세사람 옥타비아누스, 레피두스, 안토니우스는 서로 다음과 같이 결의하였다.
- "살생부"를 작성하여 반대파를 숙청함
- 옥타비아누스와 안토니우스는 공동으로 브루투스와 카시우스를 격파하고 그동안 레피두스는 본국에서 배후를 관리한다.

기원전 42년 필리피전투에서 브루투스와 카시우스를 격퇴한 뒤 옥타비아누스는 서부를, 안토니우스는 동부를 각각 분담하여 복구한다며 나누어 통치했다. 안토니우스가 이집트에서 클레오파트라 7세와 화려한 궁정생활을 하는 동안 이탈리아에서는 안토니우스의 동생 루키우스와 그의 아내 풀비아가 반란을 일으켰고 옥타비아누스에게 진압되는 일이 일어났다. 안토니우스는 당장 이 반란이 자신과 관계없다고 주장하고 삼두정치의 세사람은 기원전 40년 브린디시에서 다시 만나 서로의 통치영역을 재확인했다. 또한 옥타비아누스는 누나인 옥타비아를 안토니우스와 결혼시켜 동맹을 강화했다. 그 후 옥타비아누스는 섹스투스 폼페이우스와 다시 협정을 맺고 서로의 적대행위를 종결했다.
레피두스는 일찌감치 삼두정치의 무대에서 내려오고 이제 옥타비아누스와 안토니우스 두 사람이 제각기 자기의 영역에서 경쟁하게 되었다. 안토니우스는 이집트의 클레오파트라와 결합하고 옥타비아와 이혼했다. 제2차 삼두정치는 기원전 33년 종말을 고하고 로마는 안토니우스와 옥타비아누스의 내전으로 돌입했다.

## 같이 보기
- 제1차 삼두정치